# Marco Antônio Brás de Carvalho
Marco Antônio Brás de Carvalho (Angra dos Reis, 5 de janeiro de 1940 – São Paulo, 28 de janeiro de 1969) foi um desenhista mecânico e guerrilheiro brasileiro, membro da Ação Libertadora Nacional (ALN), organização que participou da luta armada contra a ditadura militar brasileira. Foi executado por sua oposição à ditadura; e foi um dos casos investigados pela Comissão da Verdade, que apurou mortes e desaparecimentos na ditadura militar brasileira.

## Biografia
Filho de José de Carvalho Filho e Anna Braz de Carvalho, nasceu em Angra dos Reis, no Rio de Janeiro. Era conhecido por seus companheiros como Marquito. Participou de um treinamento para guerrilheiros em Cuba e foi um importante aliado de Carlos Marighella, um dos principais opositores da ditadura militar. Em 1968, aos 29 anos, Marco comandou o "grupo de fogo", do Agrupamento Comunista em São Paulo, o qual daria origem à Ação Libertadora Nacional (ALN). Em parceria de outros guerrilheiros, dirigiu a ALN, que via a luta armada como forma de resistência ao Regime militar no Brasil.
Marco Antônio organizou a manifestação do dia 1º de maio de 1968, na Praça da Sé, movimento formado por sindicalistas contra o governador do estado de São Paulo, Roberto de Abreu Sodré, da Arena. Marquito foi o responsável por cortar o cabeamento das caixas de som no momento em que o governador faria o seu discurso. Em outubro do mesmo ano, foi um dos acusados pela morte do capitão do Exército Norte Americano, Charles Rodney Chandler.
Em setembro de 1968, foi o homem escolhido para entrar em contato com Onofre Pinto, coordenador da Vanguarda Popular Revolucionária (VPR) e organizar um plano para matar Chandler, que vivia em São Paulo com sua esposa e dois filhos.
Já em outubro, depois de certo tempo dedicado à análise dos hábitos e do comportamento do oficial estadunidense, um grupo formado por ele, Diógenes José Carvalho de Oliveira e Pedro Lobo de Oliveira se postou à frente da casa do militar e disparou dezenas de tiros em Chandler, que saía de carro.
Segundo depoimentos, Marco Antônio disparou cerca de quinze tiros de metralhadora no corpo do americano.
Era acusado do assassinato do capitão do Exercíto norte-americano Charler Rodney Chandler, agente da CIA, ocorrida em 12 de outubro de 1968.

### Morte
Como era aliado de importantes nomes da oposição ao regime militar, Marquito passou a ser um inimigo visado pelos militares. Assim, no dia 25 de janeiro de 1969, membros do Comando de Caça aos Comunistas (CCC) invadiram a residência do guerrilheiro e o fuzilaram à queima roupa e pelas costas. Foram no total 18 tiros. Seu corpo foi sepultado, pela família, no Cemitério da Vila Formosa, na cidade de São Paulo.
A ação foi comandada pelo delegado Raul Nogueira de Lima, o "Raul Careca", que também teve seu nome envolvido no assassinato do estudante José Carlos Guimarães, durante passeata na Rua Maria Antônia, em São Paulo. A mesma rua também foi palco da chamada Batalha da Maria Antônia, que segundo a extinta revista O Cruzeiro (revista), contou com a presença do delegado no conflito.Segundo testemunhas como o delegado do DOPS José Paulo Bonchristiano, o próprio Raul Careca foi responsável pelos disparos que tiraram a vida de Marco Antônio.
Em relatório secreto elaborado pelo II Exército sobre a Vanguarda Popular revolucionária (VPR), concluído em fevereiro de 1969, era apresentada a versão de que Marquito foi morto ao "reagir à prisão". Corroborando com o indicado relatório secreto, a requisição do seu exame cadavérico no Instituto Médico Legal se São Paulo, registrada sob o nº455 consta que "a vítima estava sendo procurada pelo DOPS, travou tiroteio com policiais, sendo abatido a tiros na rua Fortunato, 291. os legistas apontaram como causa da morte "Hemorragia interna traumática".
No entanto, João Pedro Braz de Carvalho, irmão de Marco Antônio discorda da versão apresentada pelo II Exército e pelos legistas do IML/SP. Por meio de depoimento prestado em 21 de novembro de 2002 à CEMDP, apontou as seguintes inconsistências à versão do agente Raul Careca do DOPS/SP: "[...] quando o cadáver foi colocado numa saleta, levantei o lençol que o cobria e constatei a existência de perfurações de saídas de projéteis de arma de fogo no tórax, caracterizada pelo afloramento do tecido cutâneo, não apresentando ferimento na perna, quando fui violentamente retirado do local, com torção do braço/gravata e jogado no corredor. O que vi desmentia categoricamente a versão apresentada, tiroteio com policiais, haja vista que foi morto com tiros pelas costas."
Além disso, o perito criminalista Celso Nenevê, a pedido da Comissão Especial sobre Mortos e Desaparecidos (CEMDP), realizou seu Parecer Criminalístico, a partir da análise de documentos sobre a morte de Marco Antônio: [...] o depoimento do inspetor Raul Nogueira de Lima não é coincidente com os achados necroscópicos no tocante às regiões atingidas (o depoimento apresenta que Marcos Antônio Braz de Carvalho encontrava-se “atirado na perna”) e na quantidade de disparos efetuados (depreende-se da declaração que foram efetuados apenas dois disparos contra Marcos), enquanto que o depoimento constante do processo efetuado pelo irmão da vítima, João Pedro Braz de Carvalho, é coincidente com esses achados no tocante aos orifícios de saída na região peitoral e na ausência de lesões nas pernas."
Por fim, em entrevista concedida à Agência Pública em fevereiro de 2012, o ex-delegado do DOPS/SP, José Paulo Bonchristiano falou sobre a prisão e morte de vários militantes políticos durante o período da ditadura militar no Brasil. Ao se referir ao caso de Marquito, disse que "quando chegou ao local da ocorrência, viu que havia sido alvejado com 18 tiros por delegado Raul Nogueira de Lima."
O conjunto probatório trazido pelos depoimentos de João Pedro Braz de Carvalho e José Paulo Bonchristiano, juntamente com o Parecer Criminalístico mencionado acima, desconstroem a falsa versão na qual Marco Antônio teria morrido por resistência à prisão.
Em decisão datada de 15 de dezembro de 2004, a Comissão Especial sobre Mortos e Desaparecidos Políticos (CEMDP) reconheceu a responsabilidade do Estado brasileiro pela sua morte. Seu nome conta no dossiê ditadura: mortos e desaparecidos políticos no Brasil (1964-1985), organizado pela Comissão de Familiares e Desaparecidos Políticos.

## Homenagens
Em 2017, três cemitérios de São Paulo ganharam placas para homenagear as vítimas da Ditadura Militar que foram sepultadas nos cemitérios municipais da cidade entre os anos de 1969 e 1979. Além dos nomes nas placas, houve também o plantio de árvores de Ipês nesses lugares.
O primeiro a receber a homenagem foi o Cemitério Dom Bosco, seguido do de Campo Grande e, por fim, o de Vila Formosa. O projeto, que contemplou o nome de Marco Antônio Brás de Carvalho, foi uma parceria entre três secretarias: a de Direitos Humanos e Cidadania (SMDHC), a do Verde e Meio Ambiente (SVMA) e a do Serviço Funerário do Município de São Paulo (SFMSP).